# وانج خان
توغرول (بالمنغولية: Тоорил хан)‏ المعروف أيضًا باسم وانغ خان أو وانج خان (1130 -1203) كان خانًا مغولياً لقبيلة الكيرايت. وحليف مهم لتيموجين المعروف فيما بعد باسم جنكيز خان. المصدر الرئيسي لحياته هو التاريخ السري للمغول. خلال القرن الثالث عشر، كان توغرول واحدًا من العديد من القادة الآسيويين الذين تم ربطهم بأسطورة الكاهن يوحنا.

## حياته
ولد حوالي عام 1130م لعائلة نسطورية من قبيلة الكيرايت وكان والده زعيم عليهم، أسرته قبيلة المركيت خلال طفولته وتم تحويله إلى العبودية. من الممكن أنه غادر المركيت بعد أن أطلق سراحه بفدية أو أنه هرب. ومع ذلك وفقًا للتاريخ السري فقد تم اختطافه مرة أخرى وهو في سن الثالثة عشرة على يد التتار، الذين أخذوا والدته أيضًا. وعندما تخلص من الاسر عاد توغرول إلى قبيلة الكيرايت وكان والده على فراش الموت. فأخذ توغرول مكانه في زعامة الكيرايت حوالي عام 1165.
وحتى ينفرد بالسلطة بدأ بقتل إخوته بين عامي 1165 و 1171. وتمكن أحدهم ويدعى إركي قره من الفرار واللجوء إلى قبيلة نايمان، الذين كانوا مجاورين إلى الغرب من قبيلة الكيرايت.
لم تدم زعامة توغرول طويلاً حيث أن عمه جورخان أطاح به. ففر توغرول مع ابنته وعدد من أتباعه. وحاول الحصول على مساعدة قبيلة المركيت للإطاحة بعمه، لكن زعيمهم رفض مساعدته على الرغم من أن توغرول قدم له ابنته. فاتجه توغرول لطلب المساعدة من يوسغي بهادور والد تيموجين الذي ساعده وهاجمو معاً على الكيرايت وهرب عمه جورخان واستعاد توغرول زعامة الكيرايت من جديد.

## العلاقة مع جنكيز خان
كان توغرول مثل جاموقا شقيق دم تيموجين. وقادوا هم الثلاثة تحالف ضد قبيلة المركيت التي أختطفت بورتي زوجة جنكيز خان عام 1183 م. وانتصر هذا التحالف وتم استعادة بورتي وقتل حوالي 300 من المركيت. وزع رؤساء هذا التحالف الغنائم فيما بينهم وأعطوا زوجات المركيت للمحاربين وأصبح الأطفال عبيدًا. عاد توغرول مع رجاله إلى مخيم الكيرايت فخورًا بالنصر.
في عام 1194م طلب تيموجين المساعدة من توغرول لمهاجمة اتحاد التتار الذي تسبب لتيموجين في مشاكل كثيره منها مقتل والده، فقبل توغرول طواعية، لانه كان لا يزال راضياً عن الانتصار الذي حققه من قبل مع تيموجين. بالإضافة إلى أن جد توغرول ويدعى ماركوس بويروك خان قد قتله التتار، مما أعطاه سببًا قوياً لمحاربتهم. هاجمت القوات المشتركة لتوغرول وجنكيز خان التتار وأنتصروا عليهم، وبعد هذا الانتصار أطلق على توغرول لقب وانغ خان (الملك خان).
وفي العام نفسه قام إركي قره وهو أخو توغرول الذي لم يتمكن من اغتياله، بالسيطرة على قبيلة الكيرايت بمساعدة من جيش من قبيلة نايمان وكذلك بالتعاون مع العديد من الكيرايت الذين كانوا غير راضين عن قيادة توغرول. فهرب توغرول إلى لياو الغربية دون أن يطلب مساعدة تيموجين ومكث هناك لمدة عام وفقًا للتاريخ السري. وبعد مغادرة لياو الغربية قرر أخيرًا الانضمام إلى جنكيز خان. وفقًا لرشيد الدين، كان سيصل إلى معسكر جنكيز خان بحلول عام 1196. وأصبح توغرول ضيفًا له لمدة عامين تقريبًا.
ظل توغرول في المنفى وساعد تيموجين في الهجوم على المركيت للمرة الثانية وأعطى جزءًا كبيرًا من الغنيمة لتوغرول الذي أهداها فيما بعد لبعض الزعماء من الكيرايت لكسب ودهم ولتوحيد الحلفاء لاستعادة زعامته لقبيلته.وفعلاً عاد الكيرايت بشكل كامل لزعامة توغرول حوالي عام 1198م بعد سلسلة من المعارك وضلت قبيلة نايمان على الحياد ولم يقدموا أي مساعدة لإركي قره فهرب للمرة الثانية.
تكرر التحالف الثلاثي بين توغرول مع تيموجين وجاموقا ضد قبيلة نايمان وانتصروا عليهم.

## نهاية توغرول
في عام 1203 م كان توغرول قد تجاوز السبعين من عمره، تولى ابنه إيلغا سينغوم قيادة جيوش الكيرايت وأصبح توغرول رئيسًا صوريًا، أنضم إيلغا سينغوم إلى جاموقا الذي أقنعه بالقضاء على تيموجين ومحاولة اغتياله لكن المحاولة باءت بالفشل. فهاجمهم تيموجين وأصيب إيلغا سينغوم بالمعركة وتولى والده توغرول القيادة وانسحب ببقية الجيش فيما أنضم عدد كبير من الكيرايت لتيموجين.
بعد فترة من الزمن هاجم تيموجين الذي ازدادت قوته بانضمام قبائل كثيرة لحكمه قبيلة الكيرايت مدة ثلاثة أيام استسلمت له بالأخير وفر توغرول إلى قبيلة نايمان لكنه أحد افراد القبيلة قتله وقطع رأسه وسلم الراس إلى زعيم نايمان تايانج خان فداس عليها وسحقها.